# Споменик пити
Споменик пити је спомен чесма подигнута 2017. године у Шипову, Република Српска, БиХ. Споменик је подигнут у част пите, традиционалног јела овог краја. Налази се на тргу Патријарха Павла у центру града.

## О споменику
Споменик је посвећен "јањској пити", традиционалном јелу по коме је овај крај познат. Постављен је на тргу који се налази на простору испред зграде општинске управе, Дома културе "Никола Кокоша", ријеке Пливе и улице Гаврила Принципа.
Споменик је висок четири метра. На врху споменика постављена је камена "тепсија са питом".
Споменик је подигнут вредним домаћицама и пити, као храни, која је и за време рата стизала на фронт и хранила борце.
Идеју из стихова учитеља и песника Воје Раките у којима стоји: „Пита нас је одржала, њојзи хвала” реализовао је начелник општине Шипово Милан Ковач. Споменик је рад каменоресца Симеуна Тркуље.